# Palaeorhiza angusta
Palaeorhiza angusta är en biart som beskrevs av Hirashima 1975. Palaeorhiza angusta ingår i släktet Palaeorhiza och familjen korttungebin. Inga underarter finns listade i Catalogue of Life.